# Château de Pranzac
Le château de Pranzac, aussi appelé château des comtes des Cars, était situé sur la commune de Pranzac, en Charente, à 16 kilomètres à l'est d'Angoulême. Situé dans le bourg légèrement en hauteur et près de l'ancien logis seigneurial, seuls des vestiges en subsistent.

## Historique
Le château de Pranzac date des XIIIe et XVe siècles,.
Il ne fut jamais un fief titré, dépendait du fief vicomtal de l'évêché d'Angoulême et de la châtellenie de La Rochefoucauld,.
Guillaume Jourdain (Willelmus Jordanus de Pranzaco), seigneur de Pranzac en 1140, a construit le château.
Plusieurs modifications et agrandissements ont été effectués à la Renaissance par Catherine de Clermont, puis vers 1637 par Alexandre Redon[réf. nécessaire].
C'est Catherine de Clermont qui a fait construire au XVIe siècle le logis attenant, ainsi qu'une chapelle latérale à l'église. Les armes des Clermont-Dampierre y apparaissent sur une clé de voûte.
En 1666, Alexandre Redon, marquis de Pranzac, était propriétaire du château. En 1682, sa fille, Marie-Barbe-Françoise Dreux Redon de Salens, épouse François de Pérusse, comte des Cars et de Saint-Bonnet,. C'est en ce lieu que Louis-François, dernier comte des Cars devenu marquis, adoptera la devise « Fais ce que dois, advienne que pourra ».
Les comtes des Cars possédaient aussi le logis de Chez Monot (de l'autre côté du Bandiat), qui était la métairie du château.
À la Révolution, le comte des Cars émigra et ses biens furent morcelés et vendus comme biens nationaux. Le château fut abandonné et ruiné.
En 2018, les vestiges de ce modeste château ne sont étrangement ni inscrits, ni classés monuments historiques, et ni le château, ni le logis attenant ne sont décrits dans la base patrimoniale Mérimée.

### Les seigneurs de Pranzac
Du XIIe au XVe siècle, les Jourdain étaient seigneurs de Pranzac. En 1142, Guillaume Jourdain est dit « de Pranzac ».
Vers 1480, Jean Renouard, écuyer, hérite de Messire Jourdain, seigneur de Pranzac, et rend hommage en 1481 à l'évêque d'Angoulême, suzerain de la seigneurie,. Il est toujours seigneur de Pranzac en 1520.
Au début du XVIe siècle, Catherine de Clermont-Dampierre,, acquiert la seigneurie de Pranzac, et rend hommage en 1554 à l'évêque d'Angoulême comme ayant-droit du défunt Pierre Renouard, mort vers 1513.
Catherine de Clermont-Dampierre mourut à l'âge de 100 ans. En 1541, sa fille, Gabrielle de Mareuil, épousa Nicolas d'Anjou-Mézières, marquis de Mézières, qui fut gouverneur de l'Angoumois au moment des guerres de Religion. Ils vécurent un certain temps au château de Pranzac, et eurent quatre filles, dont l'héritière Renée épousa François de Bourbon, duc de Montpensier, en 1566. Leur fils, né en 1573, Henri de Bourbon-Montpensier, vendit le château de Pranzac à François Redon,, écuyer, sieur de Boisbedeuil et maire d'Angoulême en 1578.
En 1666, Alexandre Redon, marquis de Pranzac, perdit un procès tendant à faire reconnaître ses droits à un titre de prince de sang. Néanmoins, ses descendants pourraient conserver le titre de « seigneurs de Pranzac »,. Cependant il mourut vers 1685, sans héritier mâle, et sa fille Marie-Barbe-Françoise épousa en 1682 François Pérusse, comte des Cars (ou d'Escars), seigneur de Saint-Bonnet, Saint-Ibars, Juillac, la Renaudie, ... qui devient ainsi marquis de Pranzac.
Louis-Marie-François de Pérusse fut le dernier marquis de Pranzac. À la Révolution, il émigra en Angleterre où il mourut en 1814 sans descendant.

## Architecture
Le château comprenait une vaste enceinte pentagonale dont une partie longeait le Bandiat et jouxtait l'église au sud-est.
Le château était composé de trois tours circulaires et d'un donjon carré. Seuls subsistent les vestiges de deux tours découronnées des XIIIe et XVe siècles, reliées par une courtine. L'une fait 16 mètres, l'autre 10 mètres de haut. La « tour du moulin », la plus grosse des trois tours circulaires, à cheval sur le Bandiat et à l'angle nord-ouest, fait 15 mètres de diamètre. Elle a été rasée à hauteur d'un étage.
La tour circulaire dite « Jourdain », à l'angle nord-est, a un diamètre de 8,5 m avec des murs de 1,5 m d'épaisseur. Son intérieur offre des parois hexagonales. Elle possédait trois étages et une cave. Le rez-de-chaussée a pu être une chapelle d'après une clé de voûte montrant une main bénissante. Les fenêtres moulurées aux étages ont été ajoutées au XVe siècle, dans cette tour du XIIIe siècle.
Les caves présentant de trop grands dangers pour les riverains ont été remblayées.
Le château inclut chez certains auteurs le logis attenant qui date du XVIe siècle et qui possède une tourelle dont les créneaux sont ornés de coquilles.
En 2021, l'association les Secrets de Pranzac entreprend de restaurer la tour Jourdain, la courtine et le four à pain à sa base. Elle avait déjà restauré depuis 2018 une maison du XVIe siècle du bourg et y avait ouvert la maison du patrimoine de Pranzac.

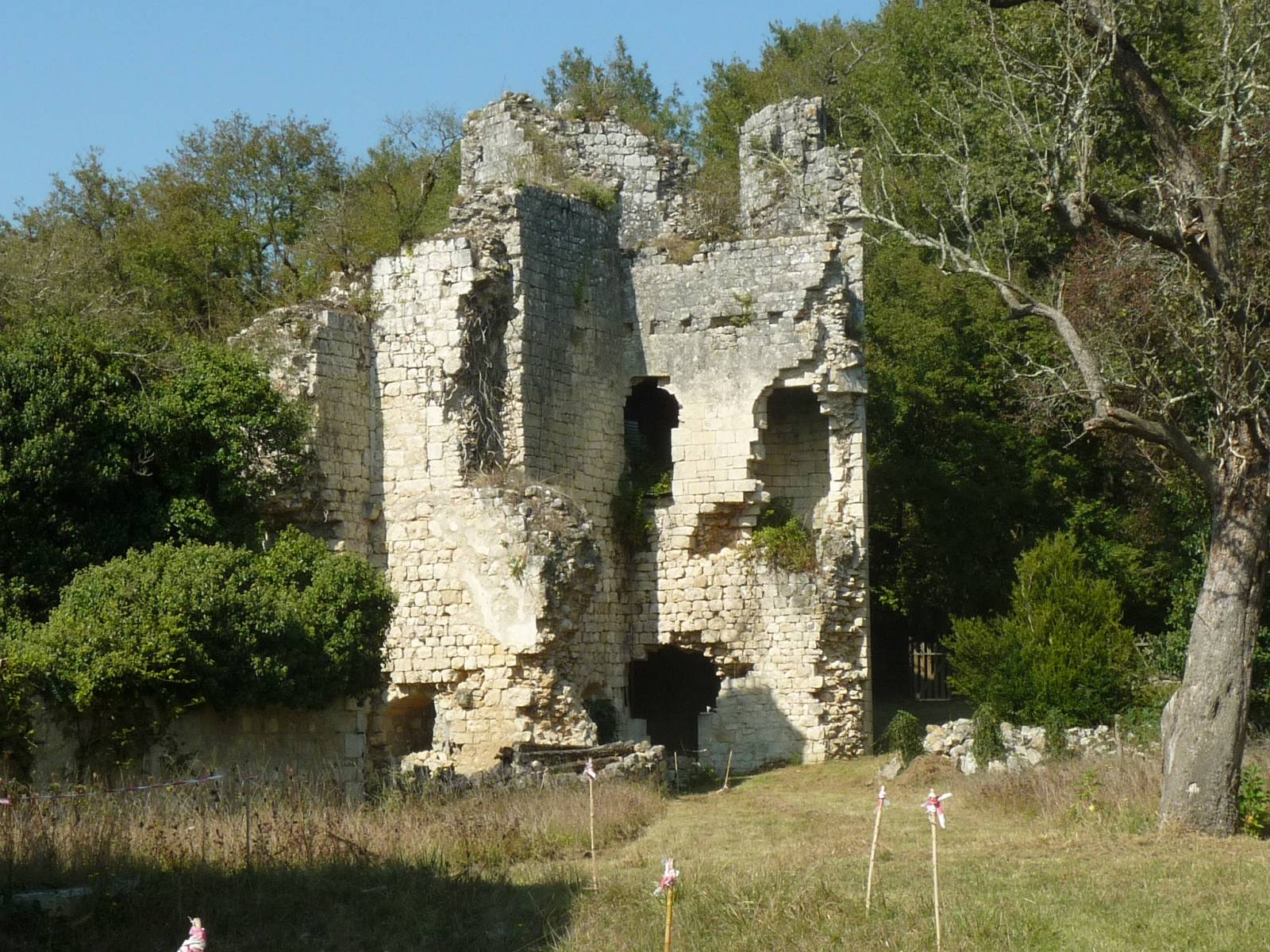
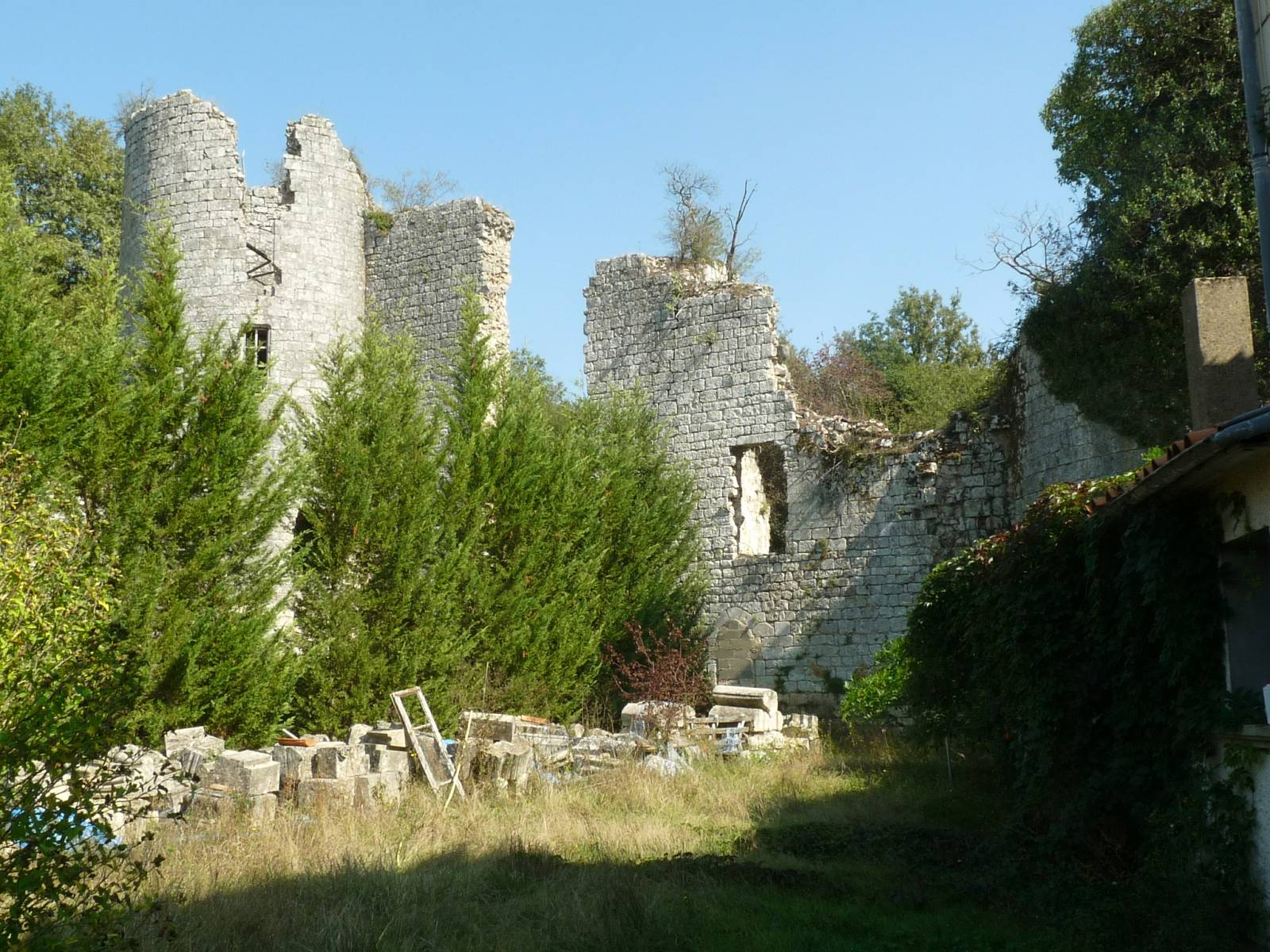
Vestiges du château en 2009
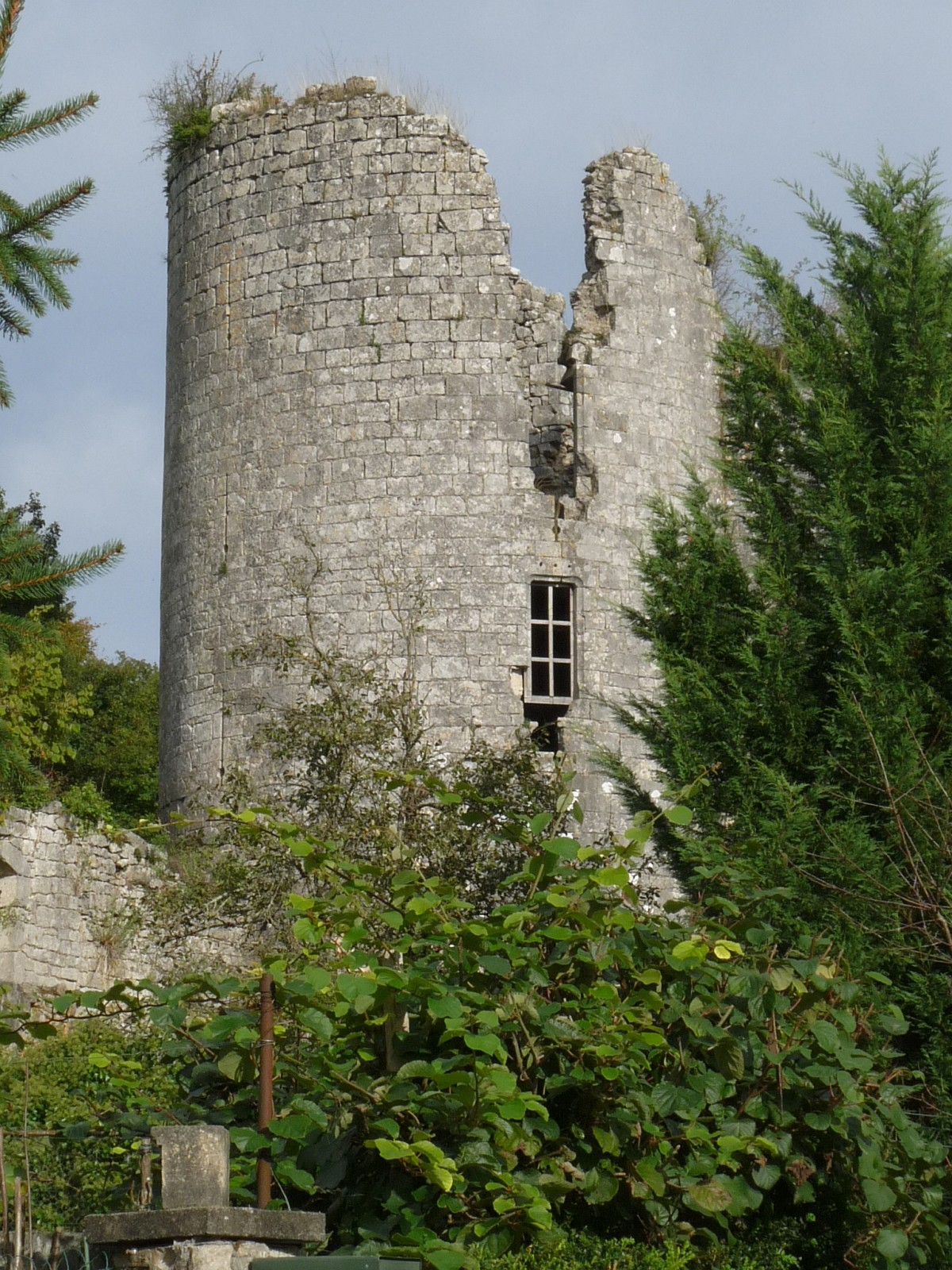
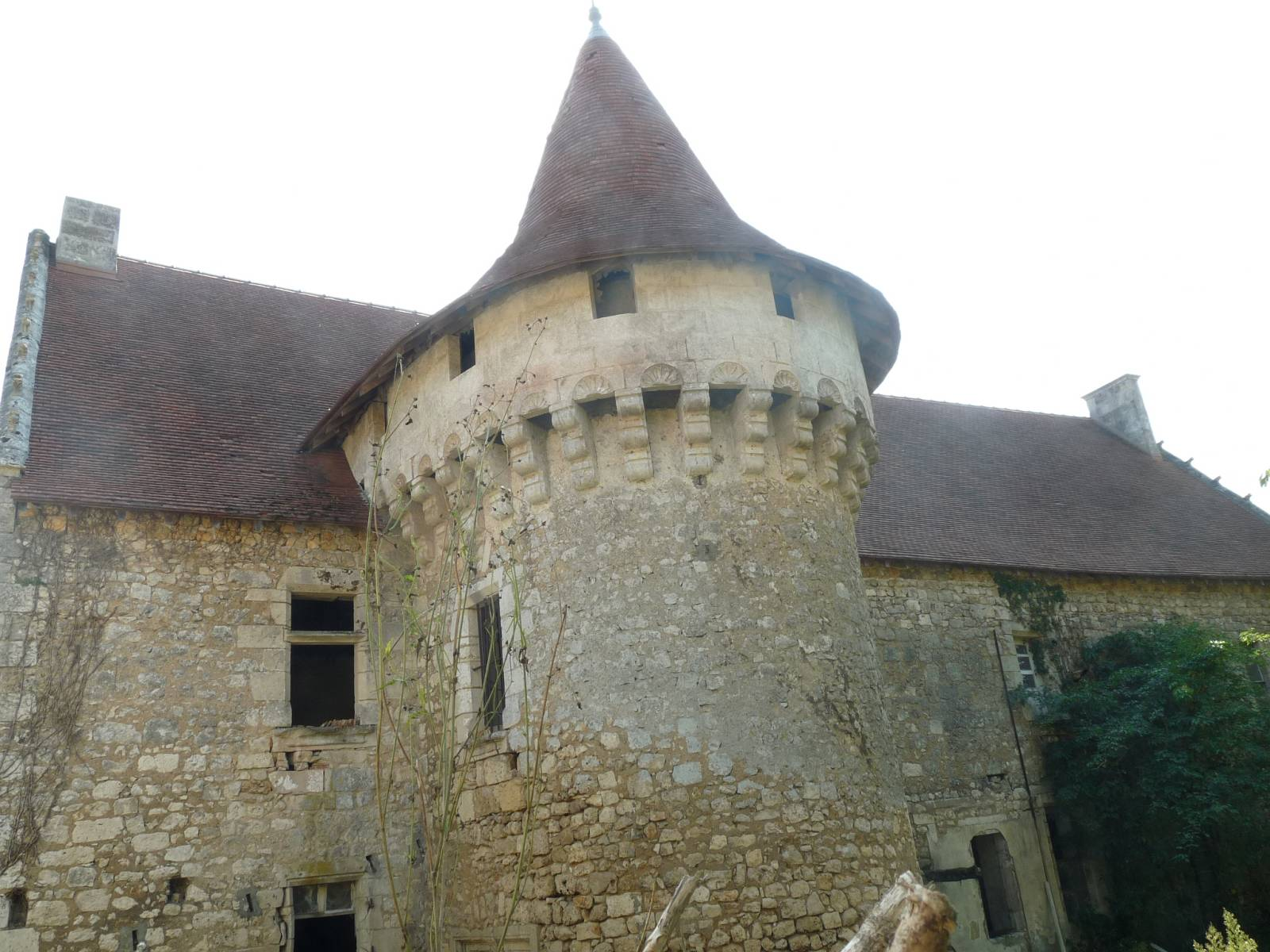
Tourelle du logis attenant